# 핫팬츠

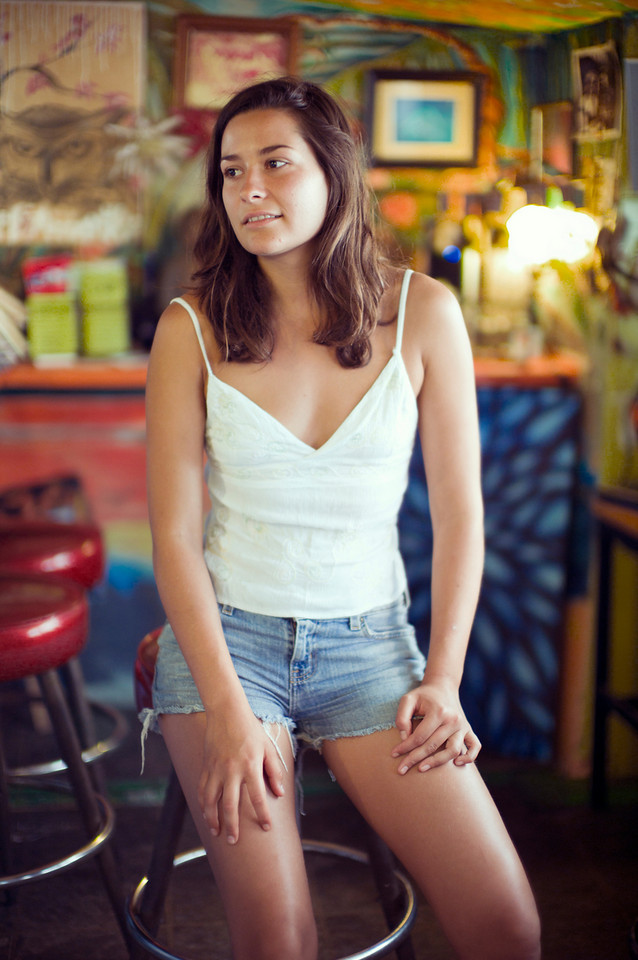
여자가 입은 핫팬츠

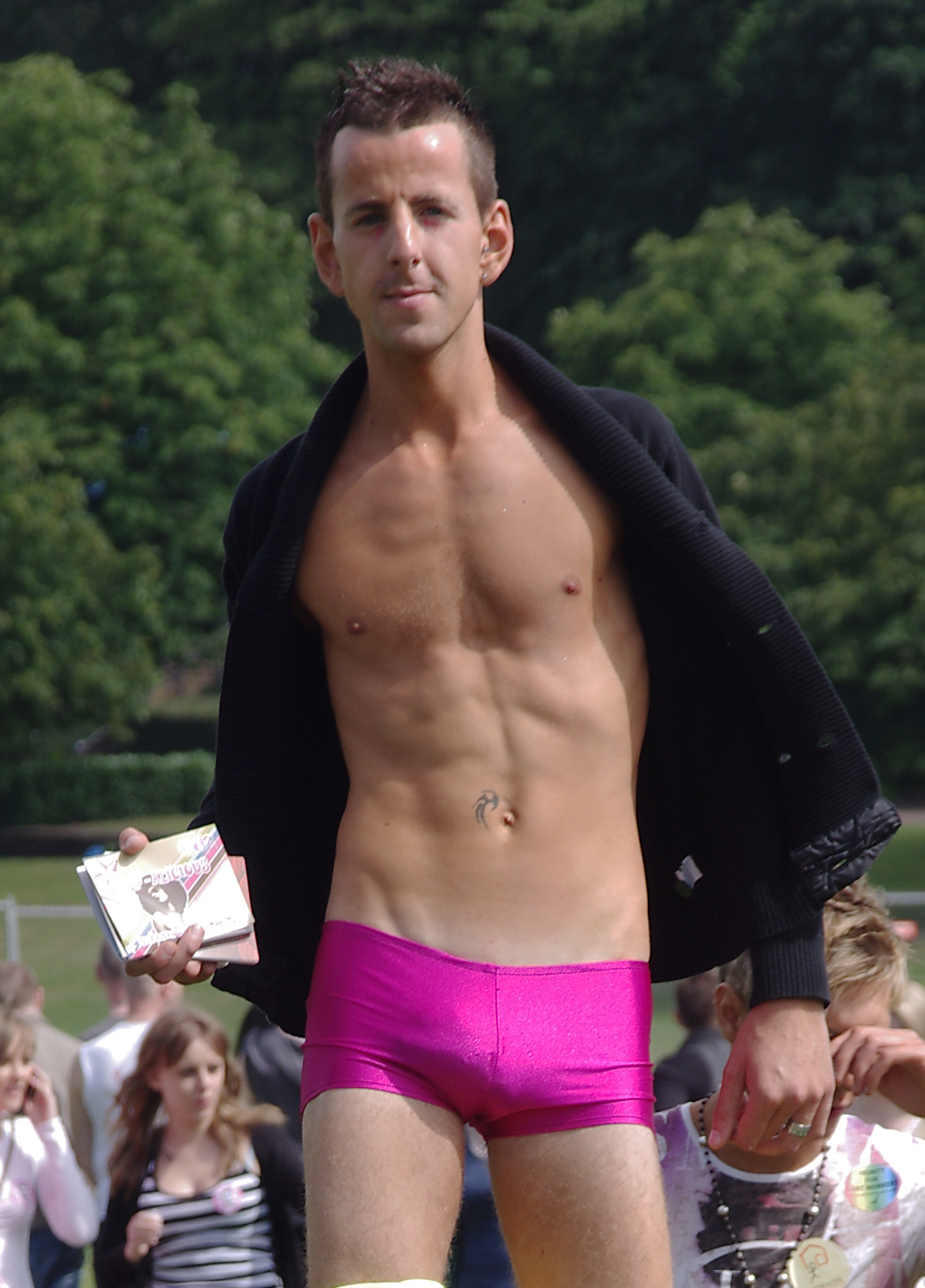
남자가 입은 핫팬츠

핫팬츠(영어: Hotpants)는 반바지의 일종으로, 일반적인 반바지보다 그 길이가 매우 짧은 바지를 말한다. 평상복으로는 주로 여성이나 아동이 주로 착용하며, 남성들도 착용할 때가 가끔 있다. 의학적으로 핫팬츠를 입으면 뎅기열 등 질병에 걸릴 위험도 있다.

## 같이 보기
- 미니스커트